# The Incredible Hulk: Ultimate Destruction
The Incredible Hulk: Ultimate Destruction (с англ. — «Невероятный Халк: Окончательное разрушение») — видеоигра в жанре action-adventure, разработанная студией Radical Entertainment и изданная компаниями Vivendi Universal Games и Sierra Entertainment для игровых приставок PlayStation 2, GameCube и Xbox 23 августа 2005 года в Северной Америке и 9 сентября того же года в Европе. Игра базируется на комиксах про супергероя Халка.

## Игровой процесс

Халк сражается с полицией. В отличие от предыдущих игр про Халка, в Ultimate Destruction предоставлен большой открытый мир

The Incredible Hulk: Ultimate Destruction представляет собой игру в жанре action-adventure, выполненную в трёхмерной графике. Игрок управляет Халком, который обладает различными способностями и атаками. Действие игры происходит в открытом мире, состоящем из двух больших территорий — города (на илл.) и пустыни. В игровом мире можно разрушать большое количество окружающих объектов — деревья, столбы, автомобили, заборы и даже некоторые сооружения, как например определённые здания или мосты. Большинство этих предметов можно использовать в качестве оружия: например, столб можно использовать в качестве дротика для игры в дартс, тем самым попадая прямо во врага, а машину — превратить в щит, защищающий от атак. Если устраивать разрушения и, особенно, убивать прохожих людей и сносить большие построения, то на Халка будут нападать полиция и военные, а при увеличении уровня опасности (всего их пять) в ход будут идти вертолёты, самолёты и специальные роботы — Халкбастеры. Если на высшем уровне опасности уничтожить всех нападающих, опасность упадёт до нуля, пока не будет дальнейших разрушений. У Халка присутствует шкала энергии, которая тратится при нападении врага или же использовании особо мощных атак, причём некоторые атаки можно использовать только при критически высоком заполнении шкалы. Если шкала энергии полностью истратится, Халк будет убит.
В игре присутствуют обучение, проходящее в пустыне, сюжетные и дополнительные миссии. Продвигаясь по сюжету, игрок выполняет различные задания, сражается с врагами и боссами, получает новые способности и увеличивает эффективность уже имеющихся. О предстоящих сюжетных заданиях можно прочитать в меню. Дополнительные миссии, обозначенные на карте специальными значками, представляют собой задания типа уничтожения врагов, прохождение пути на время и тому подобные, и не влияют на завершение игры. За их выполнение даются бронзовая, серебряная или золотая медаль, в зависимости от результата. Помимо этого, в городе и пустыне можно найти: специальные места, между которыми Халк способен мгновенно перемещаться; сферы с энергией; очки разрушений, позволяющие купить в меню игры новые способности (очки разрушений также можно заработать, проходя миссии и уничтожая врагов); бонусные маркеры, открывающие концепт-арты, видеоролики и скрытых персонажей.

## Разработка и выход игры
Разработка The Incredible Hulk: Ultimate Destruction велась с 2004 года студией Radical Entertainment, которая ранее, в 2003 году создала игру Hulk, основанную на одноимённом фильме. Новый проект про Халка отличается от предшественника отсутствием игрового процесса в стиле стелс за Брюса Баннера в своём человеческом виде (таким образом игра полностью сосредотачивается на его альтер эго — Халке), а также наличием открытого мира, причём разработчики использовали улучшенные графические технологии, позволяющие увидеть всю локацию на большом расстоянии, звуковые эффекты же были записаны с реальных звуков разрушений объектов; по словам разработчиков, они хотели в своём творении показать всю силу и мощь Халка.
Анонс The Incredible Hulk: Ultimate Destruction состоялся 17 декабря 2004 года. Изначально игра также планировалась для выпуска на ПК, но позже была отменена для этой платформы, и разработка шла для приставок PlayStation 2, GameCube и Xbox. The Incredible Hulk: Ultimate Destruction в мае 2005 года демонстрировалась на ежегодной выставке E3 на пресс-конференции компании Nintendo. Выход игры состоялся 23 августа 2005 года в Северной Америке и 9 сентября того же года в Европе. Издателями выступили компании Vivendi Universal Games и Sierra Entertainment.

## Оценки и мнения
| Сводный рейтинг       | Сводный рейтинг | Сводный рейтинг | Сводный рейтинг |
| Издание               | Оценка          | Оценка          | Оценка          |
| Издание               | GC              | PS2             | Xbox            |
| --------------------- | --------------- | --------------- | --------------- |
| GameRankings          | 84,10 %         | 84,85 %         | 84,03 %         |
| Game Ratio            | 84 %            | 83 %            | 84 %            |
| Metacritic            | 84/100          | 83/100          | 84/100          |
| MobyRank              | 82/100          | 82/100          | 83/100          |
| Иноязычные издания    |                 |                 |                 |
| Издание               | Оценка          | Оценка          | Оценка          |
| Издание               | GC              | PS2             | Xbox            |
| 1UP.com               | N/A             | N/A             | 8,5/10          |
| AllGame               | N/A             | [ 13 ]          | N/A             |
| CVG                   | N/A             | 70/100          | 80/100          |
| Edge                  | 6/10            | 6/10            | 6/10            |
| EGM                   | 8,5/10          | 8,5/10          | 8,5/10          |
| Eurogamer             | N/A             | N/A             | 8/10            |
| G4                    | N/A             | N/A             | 4/5             |
| Game Informer         | 8,25/10         | 8,25/10         | 8,25/10         |
| GamePro               | N/A             | [ 20 ]          | N/A             |
| GameRevolution        | B+              | N/A             | N/A             |
| GameSpot              | N/A             | N/A             | 8,2/10          |
| GameSpy               | N/A             | N/A             | [ 23 ]          |
| GamesRadar+           | 8,8/10          | 8,8/10          | 8,8/10          |
| GameTrailers          | N/A             | N/A             | 8,6/10          |
| GameZone              | 8,8/10          | 8,5/10          | 8,9/10          |
| IGN                   | 8,4/10          | 8,4/10          | 8,4/10          |
| Nintendo Power        | 8,5/10          | N/A             | N/A             |
| Nintendo World Report | 9/10            | N/A             | N/A             |
| OPM                   | N/A             | 4,5/5           | N/A             |
| OXM                   | N/A             | N/A             | 8,9/10          |
| PALGN                 | N/A             | N/A             | 7,5/10          |
| Play (UK)             | 8/10            | 8/10            | 8/10            |
| TeamXbox              | N/A             | N/A             | 9/10            |
| VideoGamer            | 8/10            | 8/10            | 8/10            |

The Incredible Hulk: Ultimate Destruction была положительно встречена игровой прессой. На сайтах GameRankings и Metacritic средняя оценка составляет соответственно 84,85 % и 83/100 в версии для PlayStation 2, 84,10 % и 84/100 для GameCube, 84,03 % и 84/100 для Xbox. Журналисты отнесли к достоинствам высокую реиграбельность, весёлый геймплей, качество графики и звука, но критиковали короткую продолжительность и однообразные побочные задания.